# Le Balai
Pour les articles homonymes, voir Balai (homonymie).
Le Balai (puis Le Balais illustré) est un journal satirique royaliste français publié à Marseille entre 1882 et 1884, puis en 1888-1889.

## Histoire
Le premier numéro du Balai paraît le 30 mars 1882 avec le sous-titre « organe de la salubrité publique ». La ligne éditoriale de ce journal satirique, qui s'adresse à « tous les royalistes marseillais et provençaux », est explicitement « anti-républicaine ». Ses bureaux sont initialement situés au 2 A de la rue Sainte-Pauline, à l'imprimerie de MM. Blanc et Bernard, avant de déménager au premier étage du no 2 de la rue des Récolettes en juillet 1882.
Bimensuel, le journal devient hebdomadaire à partir du 2 novembre 1882. Sa « une » est illustrée à partir du no 6, daté du 15 juin 1882 : Le Balai, « journal politique et satirique », est rebaptisé Le Balai illustré à partir du no 13 du 21 septembre 1882, qui commence une série de caricatures fournies par le dessinateur-vedette du Triboulet, J. Blass. La première de ces charges représente le maire républicain de Marseille, Jean-Baptiste « Tisté » Brochier, cible fréquente du Balais, dont le troisième numéro avait republié une compromettante ode bonapartiste rédigée par Brochier trente ans auparavant (déjà republiée dans le Journal de Marseille du 23 février 1881).

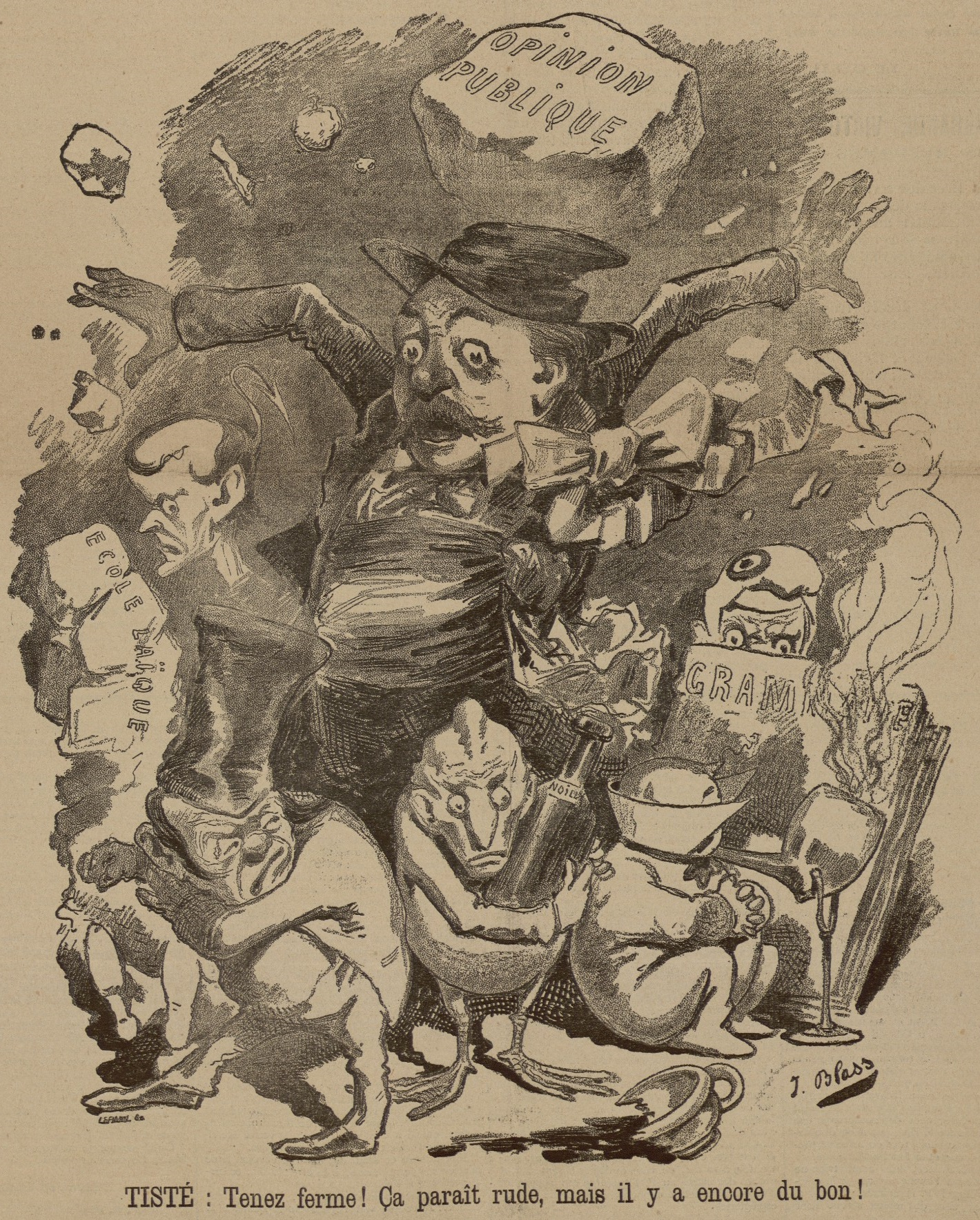
« Tisté » Brochier par J. Blass (21 septembre 1882).
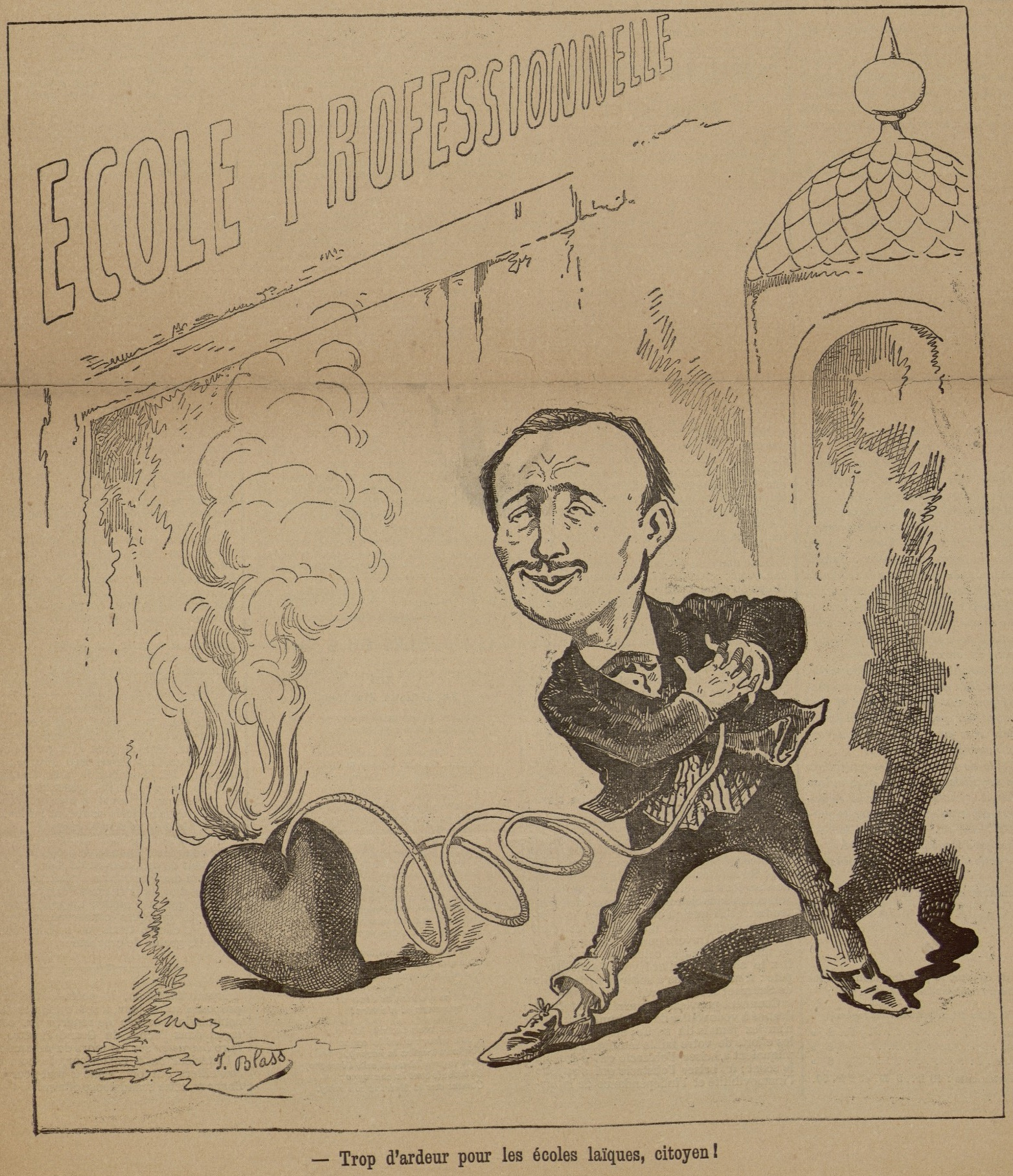
Félix Morges, professeur de chimie et adjoint au maire de Marseille, par J. Blass (2 novembre 1882).

Les articles sont signés de pseudonymes ou de noms peu connus, malgré de rares exceptions, comme la nécrologie du général Ducrot rédigée par le comte Hélion de Barrême.
Le 1er juin 1883, le journal est condamné pour diffamation à l'encontre du député et conseiller général Victor Leydet. Cette condamnation est confirmée en appel le mois suivant.
Légitimiste, Le Balai se rallie au comte de Paris après la mort du comte de Chambord.
En 1884, les bureaux du journal sont situés au no 31 de la rue de la Darse.
Après avoir cessé de paraître en 1884, Le Balai est relancé en 1888. Cette seconde série prend fin au début de l'année suivante. Le titre est repris en 1891 pour un journal satirique nationaliste parisien dirigé par Charles Mordacq.